# Catàleg del Patrimoni Festiu de Catalunya
El Catàleg del Patrimoni Festiu de Catalunya és un catàleg que recull les festes, manifestacions i celebracions comunitàries, així com els elements festius amb vigència arreu de Catalunya, amb l'objectiu de preservar, difondre i protegir el patrimoni festiu català. Aquest Catàleg es crea sefuint els criteris a través d'un Decret de la Generalitat de Catalunya.
El Catàleg comença a desplegar-se cap el 2008, catalogant-se genèricament elements festius amb difusió supracomarcal com són la sardana, la jota i els trabucaires a Catalunya. La catalogació i el reconeixement d'aquest conjunt de festes ha estat possible gràcies a la col·laboració d'ajuntaments, entitats i dels membres del Consell de la Cultura Popular i Tradicional. El Catàleg vol arribar a constituir una eina de difusió de la riquesa del nostre patrimoni festiu. Ara per ara, les mesures adoptades per al suport a les festes catalogades passen per la convocatòria de subvencions, i la publicació d'aquesta pàgina web amb l'objectiu de difondre les nostres festes, o la posada a disposició de tothom el material documental recopilat de cadascuna de les festes catalogades, consultable en el Centre de Documentació de la Direcció General de Cultura Popular i Associacionisme Cultural (DGCPAAC). Les festes i elements festius són part del patrimoni cultural immaterial de Catalunya. Precisament, la Convenció per a la Salvaguarda del Patrimoni Cultural Immaterial recull en el seu redactat que aquest patrimoni immaterial es manifesta de manera particular en els àmbits següents:
- Tradicions i expressions orals, incloent-hi la llengua com a vehicle del patrimoni cultural immaterial.
- Arts de l'espectacle.
- Usos socials, rituals i actes festius
- Coneixements i usos relacionats amb la naturalesa i l'univers
- Tècniques artesanes tradicionals